# Daniel Omielańczuk
Daniel Omielańczuk (ur. 31 sierpnia 1982 w Sokołowie Podlaskim) – polski kick-bokser i zawodnik mieszanych sztuk walki wagi ciężkiej. Walczył m.in. dla KSW, UFC, ACA czy DSF. Obecny zawodnik freak fightowej federacji Clout MMA.

## Życiorys
Urodził się w Sokołowie Podlaskim, jednak wychowywał się na wsi w Sawicach.
Po obejrzeniu filmu Amerykański Ninja od najmłodszych lat pasjonował się sztukami walki, w wieku siedmiu lat zapisał się do sekcji karate i uczęszczał do niej przez dwa lata. Później uprawiał takie dyscypliny jak m.in. kick-boxing, boks tajski, wushu i sandę – wielokrotnie zdobywał mistrzostwo Polski w kategorii ciężkiej, brał udział w wielu międzynarodowych turniejach. Od 2005 roku startował także w mieszanych sztukach walki.na poziomie amatorskim, gdzie zdobył także kilka tytułów takich jak Puchar Polski i wicemistrz Polski w wadze ciężkiej.

## Kariera MMA

### Debiut i turniej KSW
Karierę w zawodowym MMA rozpoczął wygranym pojedynkiem z Karolem Celińskim 17 października 2009 roku.
11 grudnia 2009 roku na KSW 12: Pudzianowski vs. Najman wziął udział w ośmioosobowym turnieju wagi ciężkiej. W ćwierćfinale przegrał niejednogłośną decyzją sędziów z Łotyszem Konstantīnsem Gluhovsem. W półfinale (zastąpił kontuzjowanego Dawida Baziaka) przegrał jednogłośną decyzją sędziów z przyszłym zwycięzcą turnieju, amerykańskim zapaśnikiem Davidem Olivią.

### 2010-2012
18 czerwca 2010 roku na gali Pro Fight 5 we Wrocławiu wygrał przez poddanie w 1. rundzie z Błażejem Wójcikiem.
10 czerwca 2011 roku przegrał niejednogłośną decyzją sędziów z Michałem Włodarkiem, na gali Victory and Glory.
20 sierpnia 2011 roku na gali Wieczór Mistrzów znokautował w 1. rundzie Jakuba Beresińskiego.
5 listopada 2011 roku wygrał jednogłośną decyzją sędziów z brytyjskim grapplerem Daymanem Lake i zdobył pas Bushido FC.
25 maja 2012 roku zwyciężył w turnieju Honor Wojownika wagi ciężkiej w Charkowie zdobywając puchar imienia Ihora Wowczanczyna. Jeszcze tego samego roku 9 listopada ponownie wygrał turniej Honor Wojownika wagi ciężkiej odbywający się na Ukrainie.

### UFC
13 maja 2013 Omielańczuk poinformował o podjęciu współpracy z federacją Ultimate Fighting Championship.
22 września 2013 roku w swojej debiutanckiej walce w UFC, pokonał w 3. rundzie przez nokaut również debiutującego Austriaka Nandora Guelmino. Po dwóch przegranych starciach na punkty w 2014 i 2015, zanotował passę trzech zwycięstw z rzędu, pokonując m.in. Aleksieja Olejnika w lipcu 2016.
Na gali UFC 204, która odbyła się 8 października 2016 roku zmierzył się ze Stefanem Struvem. Przegrał walkę w przez poddanie w drugiej rundzie.
Następnie stoczył walkę z Timothy Johnsonem 18 marca 2017 roku podczas UFC Fight Night 107. Przegrał niejednogłośną decyzją sędziów.
8 lipca 2017 roku na UFC 213 zmierzył się z Curtisem Blaydesem. Odnotował kolejną porażkę przegrywając jednogłośnie na punkty.
Po trzeciej porażce z rzędu został zwolniony z UFC.

### ACB/ACA
W październiku 2017 roku ogłoszono, że podpisał kontrakt z Absolute Championship Berkut. W pierwszej walce dla tej organizacji, podczas ACB 83: Baku jego rywalem został Amerykanin Bobby Brents. Wygrał przez poddanie w pierwszej rundzie. Po jednogłośnym zwycięstwie w walce w kickboxingu powróciłł do MMA, by zmierzyć się z Amirem Alim Akbarim na ACB 89: Krasnodar we wrześniu 2018 roku. Przegrał jednogłośną decyzją.
Od przegranej z Aliakbarim odnotował cztery zwycięstwa, które zagwarantowały mu pojedynek o mistrzostwo wagi ciężkiej. O to miano walczył z Tonym Johnsonem na ACA 114: Omielańczuk vs. Johnson. Pierwszy raz w karierze przegrał walkę przez nokaut.
Omielańczuk zmierzył się z Danielem Jamesem 23 kwietnia 2021 na ACA 122. Wygrał walkę jednogłośną decyzją.
1 września 2021 na ACA 128 doszło do jego walki z Jewgienijem Gonczarowem. Przegrał przez TKO w trzeciej rundzie.
26 lutego 2022 podczas ACA 136: Bukuev vs Akopyan przegrał jednogłośną decyzją walkę z Adamem Bogatyrewem. Dwa dni później menadżer Omielańczuka, Artur Ostaszewski wydał specjalne oświadczenie w sprawie końca współpracy zawodników z Polski (w tym Omielańczuka) z rosyjską federacją ACA przez Inwazję Rosji na Ukrainę.

### Powrót do KSW
28 kwietnia 2022 portal InTheCage podał doniesienia medialne w sprawie powrotu Omielańczuka do KSW, dodatkowo informację, które uzyskała ta strona wynika, że jego rywalem w okrągłej klatce będzie Brazylijczyk, Ricardo Prasel. Dwa dni później, o transferze do największej polskiej federacji poinformował na Twitterze manager Polskiego Niedźwiedzia, Artur Ostaszewski. Następne ogłoszenie dotyczące Omielańczuka pojawiło się także na social mediach samej organizacji KSW. Z czasem właściciele czołowej federacji potwierdzili, że Omielańczuk zawalczy już 28 maja na gali KSW 70. 4 maja starcie pomiędzy Omielańczukiem oraz Praselem zostało oficjalnie wpisane do rozpiski KSW 70. Wspomniana walka zakończyła się już po niespełna dwóch minutach pierwszej rundy, gdy Prasel w parterze poddał dźwignią na staw skokowy Omielańczuka.
Podczas gali KSW 75, która odbyła się 14 października 2022 roku w Nowym Sączu zmierzył się z byłym mistrzem organizacji Oktagon MMA i czołowym czeskim zawodnikiem wagi ciężkiej, Michalem Martinkiem. Około dwa tygodnie przed galą, z powodu usunięcia z karty walk starcia o pas mistrzowski wagi półciężkiej pojedynek obu zawodników został drugą walką wieczoru. Po trzech rundach skupionych głównie na bokserskiej szermierce na pięści, Omielańczuk wygrał kontrowersyjną niejednogłośną decyzją sędziów. Rozbieżności na kartach punktowych były dość znaczne, sędziowie wskazali zwycięstwo Polaka w stosunku 2 x 29-28, 27-30. Werdykt otwarcie krytykowali właściciele KSW. Organizacja wypłaciła Martinkowi jego pieniądze za występ + specjalny bonus za zwycięstwo. Po złożeniu protestu przez sztab Czecha KSW oświadczyło, że werdykt został podtrzymany.
25 lutego 2023 na KSW 79 w Libercu, miał stoczyć walkę z innym byłym mistrzem Oktagon MMA, Viktorem Peštą. Dziesięć dni przed tą galą Czech musiał się wycofać z tego pojedynku, ze względu na chorobę i został zastąpiony przez Michała Kitę. Walkę przegrał w trzeciej rundzie przez TKO.
19 lipca 2023 federacja KSW za pośrednictwem twittera poinformowała kibiców o zakończeniu współpracy z Omielańczukiem.

## Kariera kick-bokserska
Pierwszą zawodową walkę kick-bokserską na zasadach K-1 przegrał jednogłośnie na punkty z Tomaszem Sararą. Stawką dla zwycięzcy tej walki było Zawodowe mistrzostwo Polski w kat. +91 kg.
28 marca 2010 stoczył rezerwową walkę dla organizacji K-1 podczas wydarzenia K-1 World GP 2010 w Warszawie. Zwyciężył już po dwóch minutach pierwszej rundy z Holendrem Dwightem Harkisoonem, naruszając i nokdaunując go dwukrotnie lewym sierpowym po czym wszystko zakończył sędzia ringowy.
13 marca 2011 w Starogardzie Gdańskim zawalczył o pas Mistrza Europy federacji Unified Professional Kickboxing Association w formule K-1 do 95 kg. Przegrał z Michałem Wlazło niejednogłośnie na punkty.
W październiku 2017 roku podpisał kontrakt z organizacją DSF Kickboxing Challenge. Jeszcze w grudniu tego samego roku na gali DSF 12 pokonał jednogłośną decyzją sędziowską Oliego Thompsona. Cztery miesiące później na gali DSF 14 wygrał ponownie na punkty, tym razem z reprezentantem Niemiec Nico Falinem. Zaś w ostatnim występie, który odbył w grudniu na DSF 18 pokonał przez techniczny nokaut Ukraińca, Jurijego Horbenko.

## Kariera bokserska
28 października 2023 w Płocku zawalczył w formule bokserskiej z freak fighterem Denisem Załęckim. Pojedynek, który był główną walką wieczoru gali Clout MMA 2 zaplanowano w małych rękawicach do MMA. Dodatkowo podczas trwającej walki nietypowym dodatkiem mogła być zmiana formuły walki; jeżeli Załęcki dwukrotnie sfaulowałby Omielańczuka to zasady walki się automatycznie zmieniają na pełne mieszane sztuki walki. Walka zakończyła się w trzeciej rundzie zwycięstwem Omielańczuka przez dyskwalifikację Załęckiego, który w wyniku faulów nie przystąpił do kontynuowania walki w formule MMA.
Drugi pojedynek w pięściarskiej formule stoczył z zawodnikiem MMA Kamilem Mindą. Do starcia doszło 9 marca 2024 podczas wydarzenia Clout MMA 4 w łódzkiej Atlas Arenie. Wygrał po pierwszej rundzie przez kontuzję ręki rywala.

## Życie prywatne
Od 2012 żonaty z Beatą. W 2018 roku na świat przyszły ich dwie córki bliźniaczki – Pola i Marcysia. Niestety Pola cierpi na mózgowe porażenie dziecięce.
W czasie przygotowań do debiutu w UFC występował w programie „Moja droga do UFC” nadawanym w stacji Orange Sport. Program przybliżał widzom postać Omielańczuka nie tylko od strony sportowej, ale również prywatnej oraz zawodowej.

## Osiągnięcia[69]

### Mieszane sztuki walki
Zawodowe:
- 2011: Mistrz Bushido FC w wadze ciężkiej[12]
- 2012: Dwukrotny tryumfator turnieju Honor Wojownika w wadze ciężkiej[70]

Amatorskie:
- 2007: Amatorski wicemistrz Polski MMA w wadze superciężkiej[71][72]
- 2009: Pucharze Centralnej Polski w MMA (ALMMA 7) kat. powyżej 93 kg – 1. miejsce oraz tytuł najlepszego zawodnika turnieju – Sochaczew[72][73]

### Boks tajski
- 2007/2008: Członek kadry narodowej Muay Thai[72]
- 2007: Mistrz Polski Muay Thai w wadze superciężkiej powyżej 91 kg) – Bydgoszcz[71][72]
- 2008: Mistrz Polski Muay Thai w wadze superciężkiej – Łąck[72]
- 2009: Mistrz Polski Muay Thai w wadze superciężkiej – Łąck[72]

### Sanda
- I miejsce Otwarte Mistrzostwa Warszawy w Sandzie kat. powyżej 90 kg[71][72]
- I miejsce Międzynarodowy Puchar Polski Sanshou kat. superciężka[72]
- I miejsce międzynarodowy turniej Sanda w Austrii[71][72]

## Lista walk w MMA
| Wynik     | Bilans      | Przeciwnik (bilans przed walką) | Rozstrzygnięcie                                       | Runda | Czas | Rozgrywki                                     | Data       | Miejsce     | Uwagi                                                        |
| --------- | ----------- | ------------------------------- | ----------------------------------------------------- | ----- | ---- | --------------------------------------------- | ---------- | ----------- | ------------------------------------------------------------ |
| Przegrana | 26-14-1 (1) | Michał Kita (21-15-1)           | TKO (ciosy pięściami w parterze)                      | 3     | 2:06 | KSW 79: De Fries vs. Duffee                   | 25.02.2023 | Liberec     |                                                              |
| Wygrana   | 26-13-1 (1) | Michal Martínek (10-3)          | Decyzja (niejednogłośna)                              | 3     | 5:00 | KSW 75: Stasiak vs Ruchała                    | 14.10.2022 | Nowy Sącz   | Co-Main Event                                                |
| Przegrana | 25-13-1 (1) | Ricardo Prasel (12-3)           | Poddanie (dźwignia prosta na staw skokowy – taktarov) | 1     | 1:48 | KSW 70: Pudzian vs. Materla                   | 29.05.2022 | Łódź        | Powrót do KSW. Co-Main Event                                 |
| Przegrana | 25-12-1 (1) | Adam Bogatyrew (7-3)            | Decyzja (jednogłośna)                                 | 3     | 5:00 | ACA 136                                       | 26.02.2022 | Moskwa      |                                                              |
| Przegrana | 25-11-1 (1) | Jewgienij Gonczarow (15-3)      | TKO (ciosy pięściami)                                 | 3     | 1:39 | ACA 128                                       | 11.09.2021 | Mińsk       |                                                              |
| Wygrana   | 25-10-1 (1) | Daniel James (10-5-1)           | Decyzja (jednogłośna)                                 | 3     | 5:00 | ACA 122                                       | 23.04.2021 | Mińsk       |                                                              |
| Przegrana | 24-10-1 (1) | Tony Johnson Jr. (13-5-1)       | TKO (prawy sierpowy i ciosy pięściami w parterze)     | 1     | 1:09 | ACA 114                                       | 26.11.2020 | Łódź        | Pojedynek o pas mistrzowski ACA w wadze ciężkiej. Main Event |
| Wygrana   | 24-9-1 (1)  | Tomas Pakutinskas (19-12-3)     | TKO (kontuzja)                                        | 1     | 5:00 | ACA 109                                       | 20.08.2020 | Łódź        | Co-Main Event                                                |
| Wygrana   | 23-9-1-(1)  | Denis Smoldariew (14-5)         | KO (cios łokciem)                                     | 1     | 4:40 | ACA 101                                       | 15.11.2019 | Warszawa    | Co-Main Event                                                |
| Wygrana   | 22-9-1 (1)  | Jewgienij Jerochin (19-6)       | KO (cios pięścią)                                     | 1     | 1:33 | ACA 96                                        | 08.06.2019 | Łódź        | Co-Main Event                                                |
| Wygrana   | 21-9-1 (1)  | Zelimchan Umijew (11-2)         | Decyzja (jednogłośna)                                 | 3     | 5:00 | ACA 92                                        | 16.02.2019 | Warszawa    |                                                              |
| Przegrana | 20-9-1 (1)  | Amir Ali Akbari (8-1)           | Decyzja (jednogłośna)                                 | 3     | 5:00 | ACB 89                                        | 08.09.2018 | Krasnodar   |                                                              |
| Wygrana   | 20-8-1 (1)  | Bobby Brents (17-6)             | Poddanie (duszenie zza pleców)                        | 1     | 2:43 | ACB 83                                        | 24.03.2018 | Baku        |                                                              |
| Przegrana | 19-8-1 (1)  | Curtis Blaydes (6-1)            | Decyzja (jednogłośna)                                 | 3     | 5:00 | UFC 213                                       | 08.07.2017 | Las Vegas   |                                                              |
| Przegrana | 19-7-1 (1)  | Timothy Johnson (10-3)          | Decyzja (niejednogłośna)                              | 3     | 5:00 | UFC Fight Night: Manuwa vs. Anderson          | 18.03.2017 | Londyn      |                                                              |
| Przegrana | 19-6-1 (1)  | Stefan Struve (27-8)            | Poddanie (duszenie d’arce)                            | 2     | 1:41 | UFC 204                                       | 08.10.2016 | Manchester  |                                                              |
| Wygrana   | 19-5-1 (1)  | Aleksiej Olejnik (53-9-1)       | Decyzja (większościowa)                               | 3     | 5:00 | UFC Fight Night:McDonald vs Lineker           | 13.07.2016 | Sioux Falls |                                                              |
| Wygrana   | 18-5-1 (1)  | Jarijs Danho (5-0)              | Techniczna decyzja (niejednogłośna)                   | 3     | 3:03 | UFC Fight Night: Silva vs. Bisping            | 27.02.2016 | Londyn      |                                                              |
| Wygrana   | 17-5-1 (1)  | Chris De La Rocha (4-0)         | KO (ciosy pięściami)                                  | 1     | 0:48 | UFC Fight Night: Bisping vs. Leites           | 18.07.2015 | Glasgow     |                                                              |
| Przegrana | 16-5-1 (1)  | Anthony Hamilton (13-4)         | Decyzja (jednogłośna)                                 | 3     | 5:00 | UFC Fight Night: Gonzaga vs Cro Cop 2         | 11.04.2015 | Kraków      |                                                              |
| Przegrana | 16-4-1 (1)  | Jared Rosholt (9-1)             | Decyzja (jednogłośna)                                 | 3     | 5:00 | UFC Fight Night: Nogueira vs. Nelson          | 11.04.2014 | Abu Zabi    |                                                              |
| Wygrana   | 16-3-1 (1)  | Nandor Guelmino (11-4-1)        | KO (lewy sierpowy)                                    | 3     | 3:18 | UFC 165                                       | 21.09.2013 | Toronto     | Debiut w UFC.                                                |
| Wygrana   | 15-3-1 (1)  | Dawid Tkeszelaszwili (8-5)      | Decyzja (jednogłośna)                                 | 3     | 5:00 | ECSF: MMA Grand Prix of Eastern Europe 2      | 15.12.2012 | Nachiczewan |                                                              |
| Wygrana   | 14-3-1 (1)  | Farryh Mamadjew (1-2)           | Poddanie (duszenie północ-południe)                   | 1     | ?    | Honor Wojownika – Puchar Ihora Wowczanczyna 2 | 09.10.2012 | Charków     | Finał turnieju w wadze ciężkiej.                             |
| Wygrana   | 13-3-1 (1)  | Tadas Miceika (0-3)             | Poddanie (kimura)                                     | 1     | ?    | Honor Wojownika – Puchar Ihora Wowczanczyna 2 | 09.10.2012 | Charków     | Półfinał turnieju w wadze ciężkiej.                          |
| Wygrana   | 12-3-1 (1)  | Julian Bogdanow (1-0)           | Poddanie (duszenie trójkątne rękoma)                  | 1     | 3:06 | ECSF: Puchar Kołomyi w MMA                    | 13.10.2012 | Kołomyja    |                                                              |
| Wygrana   | 11-3-1 (1)  | Ewgenij Timanowski (2-2)        | Poddanie (duszenie zza pleców)                        | 2     | 1:54 | Honor Wojownika – Puchar Ihora Wowczanczyna   | 25.05.2012 | Charków     | Finał turnieju w wadze ciężkiej.                             |
| Wygrana   | 10-3-1 (1)  | Jurij Horbenko (8-11)           | Poddanie (klucz na rękę)                              | 2     | 2:24 | Honor Wojownika – Puchar Ihora Wowczanczyna   | 25.05.2012 | Charków     | Półfinał turnieju w wadze ciężkiej.                          |
| Wygrana   | 9-3-1 (1)   | Iwan Bogdanow (0-2)             | Poddanie (klucz na rękę)                              | 1     | 0:18 | ECSF: MMA Grand Prix of Eastern Europe 1      | 28.04.2012 | Kijów       |                                                              |
| Wygrana   | 8-3-1 (1)   | Władimir Abdułow (0-0)          | Poddanie (duszenie północ-południe)                   | 1     | 1:58 | IFC: Winner Punch 2                           | 24.03.2012 | Piła        |                                                              |
| Wygrana   | 7-3-1 (1)   | Iwan Gaiwanowicz (0-0-1)        | Poddanie (klucz na rękę)                              | 1     | 4:34 | West Fight 3                                  | 11.03.2012 | Tarnopol    |                                                              |
| Wygrana   | 6-3-1 (1)   | Dayman Lake (2-0)               | Decyzja (jednogłośna)                                 | 3     | 5:00 | Bushido FC Vol. 47                            | 05.11.2011 | Londyn      | Zdobył pas Bushido FC w wadze ciężkiej.                      |
| Wygrana   | 5-3-1 (1)   | Jakub Beresiński (0-1)          | KO (wysokie kopnięcie w głowę)                        | 1     | 2:29 | Wieczór Mistrzów                              | 20.08.2011 | Koszalin    |                                                              |
| Przegrana | 4-3-1 (1)   | Michał Włodarek (3-0)           | Decyzja (niejednogłośna)                              | 2     | 5:00 | Victory and Glory                             | 10.06.2011 | Siedlce     |                                                              |
| Remis     | 4-2-1 (1)   | Dmitry Poberezhets (7-1)        | Remis                                                 | 3     | 3:00 | Fight on the East: Poland vs Ukraine          | 23.01.2011 | Rzeszów     |                                                              |
| Wygrana   | 4-2 (1)     | Piotr Miliński (1-0)            | Decyzja (jednogłośna)                                 | 4     | 5:00 | IFC: Winner Punch                             | 19.11.2010 | Bydgoszcz   |                                                              |
| Wygrana   | 3-2 (1)     | Patryk Gaca (0-0)               | Decyzja (jednogłośna)                                 | 2     | 5:00 | Fight Night Łobez                             | 23.10.2010 | Łobez       |                                                              |
| Wygrana   | 2-2 (1)     | Błażej Wójcik (1-0)             | Poddanie (duszenie zza pleców)                        | 1     | 1:29 | Pro Fight 5                                   | 18.06.2010 | Wrocław     |                                                              |
| Nieodbyta | 1-2 (1)     | Michał Gutowski (0-0)           | No contest (nieprzepisowe kopnięcie)                  | 2     | 2:46 | Iron Fist 2                                   | 14.05.2010 | Szczecin    |                                                              |
| Przegrana | 1-2         | David Olivia (3-0)              | Decyzja (jednogłośna)                                 | 2     | 5:00 | KSW 12: Pudzianowski vs. Najman               | 11.12.2009 | Warszawa    | Półfinał turnieju w wadze ciężkiej.                          |
| Przegrana | 1-1         | Konstantīns Gluhovs (5-4)       | Decyzja (niejednogłośna)                              | 2     | 5:00 | KSW 12: Pudzianowski vs. Najman               | 11.12.2009 | Warszawa    | Ćwierćfinał turnieju w wadze ciężkiej.                       |
| Wygrana   | 1-0         | Karol Celiński (2-1)            | Decyzja (jednogłośna)                                 | 2     | 5:00 | FCK: Łobez                                    | 17.10.2009 | Łobez       |                                                              |

## Lista zawodowych walk w kick-boxingu (niepełna)
| Wynik     | Bilans | Przeciwnik       | Rozstrzygnięcie          | Runda | Czas | Rozgrywki                   | Data       | Miejsce           | Uwagi                                                           |
| Wygrana   | 17-2   | Jurij Horbenko   | TKO                      | 2     | 2:34 | DSF Kickboxing Challenge 18 | 08.12.2018 | Ząbki             | K-1 w kat. +91 kg.                                              |
| Wygrana   | 16-2   | Nico Falin       | Decyzja (jednogłośna)    | 3     | 3:00 | DSF Kickboxing Challange 14 | 14.04.2018 | Warszawa          | K-1 w kat. +91 kg.                                              |
| Wygrana   | 15-2   | Oli Thompson     | Decyzja (jednogłośna)    | 3     | 3:00 | DSF Kickboxing Challange 12 | 09.12.2017 | Warszawa          | K-1 w kat. +91 kg.                                              |
| Przegrana | 14-2   | Michał Wlazło    | Decyzja (niejednogłośna) | 3     | 3:00 | Victory of Glory            | 13.03.2011 | Starogard Gdański | Walka o pas Mistrza Europy federacji UPKA w formule K-1 +95 kg. |
| Wygrana   | 14-1   | Dwight Harkisoon | TKO (lewy sierpowy)      | 1     | 2:02 | K-1 World GP 2010 Warszawa  | 28.03.2010 | Warszawa          | Walka rezerwowa turnieju K-1.                                   |
| Przegrana | 0-1    | Tomasz Sarara    | Decyzja (jednogłośna)    | 3     | 3:00 | Gala Sportów Walki          | 18.07.2008 | Kołobrzeg         | Walka o zawodowe mistrzostwo Polski w formule K-1 +91 kg.       |

## Lista walk w boksie
| Wynik   | Bilans | Przeciwnik (bilans przed walką) | Rozstrzygnięcie              | Runda | Czas | Rozgrywki                            | Data       | Miejsce | Uwagi |
| ------- | ------ | ------------------------------- | ---------------------------- | ----- | ---- | ------------------------------------ | ---------- | ------- | --- |
| Wygrana | 2-0    | Kamil Minda (0-0)               | TKO (kontuzja ręki)          | 1     | 3:00 | Clout MMA 4: Lexy vs. Linkimaster    | 09.03.2024 | Łódź    | Specjalne zasady: dozwolone łokcie, uderzenia głową oraz klincz. Formuła Dirty Street Boxing.                                   |
| Wygrana | 1-0    | Denis Załęcki (1-1)             | Dyskwalifikacja (rezygnacja) | 3     | 1:15 | Clout MMA 2: Omielańczuk vs. Bad Boy | 28.10.2023 | Płock   | Walka w rękawicach do MMA. Specjalne zasady: możliwa zmiana formuły na MMA w przypadku dwukrotnego faulu Załęckiego. Main Event |